# رود اویاس
رود اویاس (انگلیسی: Uyas) یک رودخانه در سرزمین پرم کشور روسیه است.